# سگ باسکرویل (فیلم ۱۹۵۹)
«سگ باسکرویل» (انگلیسی: The Hound of the Baskervilles (1959 film)) فیلمی در ژانر ترسناک به کارگردانی ترنس فیشر است که در سال ۱۹۵۹ منتشر شد. از بازیگران آن می‌توان به پیتر کوشینگ، کریستوفر لی، آندره مورل، و میلز مالسون اشاره کرد.